# Kazimierz Mroczkowski
Kazimierz Mroczkowski (ur. 22 lutego 1928 w Pęchowie, zm. 8 listopada 1995) – polski rolnik, poseł na Sejm PRL III kadencji.

## Życiorys
Uzyskał wykształcenie podstawowe, z zawodu był rolnikiem. Został przewodniczącym Rolniczej Spółdzielni Produkcyjnej w Borkowie. Wstąpił do Polskiej Zjednoczonej Partii Robotniczej, z jej ramienia w 1961 został posłem na Sejm PRL z okręgu Toruń, w trakcie kadencji zasiadał w Komisji Pracy i Spraw Socjalnych oraz w Komisji Rolnictwa i Przemysłu Spożywczego.
Został pochowany na cmentarzu parafialnym w Jaksicach.